# Hamilton Beach Brands
Pour les articles homonymes, voir Hamilton et Hamilton Beach.
La Hamilton Beach Brands Holding Company est un fabricant, concepteur, commerçant et distributeur d'électroménagers et d'équipement de restauration commerciale vendant principalement aux États-Unis, au Canada et au Mexique. Leurs produits incluent des mélangeurs, des mijoteuses, des fers à repasser et des purificateurs d'air.
La compagnie portait jusqu'aux années 1980 le nom de Hamilton Beach Scovill, nom venant d'une fusion dans les années 1940. En 1990, Hamilton Beach fusionne avec Proctor Silex (en), un autre fabricant d'électroménagers. Ses compagnies rivales incluent Cuisinart, Black & Decker, Salton (en), De'Longhi et Sunbeam (en).

## Histoire
Hamilton Beach est fondée en avril 1910 par Frederick J. Osius à Racine, dans le Wisconsin sous le nom de Hamilton Beach Manufacturing Company. Elle tire son nom de deux employés embauchés par Osius, Chester Beach et Louis Hamilton. Beach était mécanicien et Hamilton, directeur marketing. Osius ne voulait pas mettre son propre nom et a alors payé chacun d'eux 1 000 $ pour pouvoir utiliser leurs noms. Hamilton Beach vendait alors principalement des produits brevetés et inventés par Osius, mais le moteur fractionnel (en) utilisé dans beaucoup de leurs produits avait été inventé par Beach. Ils ont lancé leur première machine à milkshake (en), le Cyclone Drink Mixer, en 1910, d'après un agitateur conçu par Osius. Beach et Hamilton quittent la compagnie en 1913 pour fonder leur propre entreprise, la Wisconsin Electric Company. Hamilton Beach est vendue par Osius en 1922 à la Scovill Manufacturing et ce dernier déménage à la Millionnaires' Row (en) de Miami Beach. La mélangeur à boissons d'Hamilton Beach, avec sa broche et son contenant métallique typiques, pouvait alors être retrouvé partout en Amérique du Nord. Hamilton Beach vendait aussi à l'époque des mélangeurs sur socles, pour battre la farine, des séchoirs à cheveux ainsi que des ventilateurs. Leur typique mélangeur à boissons est étendu dans les années 1930 pour pouvoir effectuer plusieurs milk-shakes à la fois. En 1990, Hamilton Beach Scovill avale Proctor Silex et change de nom pour son nom actuel. Depuis 2012, les produits d'Hamilton Beach sont fabriqués par des sous-traitants en Chine.

## Produits
- Barbecues
- Bouilloires électriques
- Couteaux électriques
- Cuiseurs vapeur
- Extracteurs de jus
- Fouets électriques
- Fours
- Friteuses
- Grille-pain
- Grils intérieurs
- Machines à café et cafetières
- Machines à pizza
- Machines à popcorn (en)
- Mijoteuses
- Mixeurs
- Plateaux de cuisson à induction
- Robots de cuisine